# Arthur De Greef
Arthur De Greef (Leuven, 1862. október 10. – Brüsszel, 1940. augusztus 29.) belga zeneszerző és zongoraművész.

## Élete
Leuvenben született; zongorázni a belga Royal Conservatory of Brussels-ben tanult többek között Ignaz Moscheles tanítványaként, aki Mendelssohn barátja volt. Ezt követően Weimarba ment, és Liszt Ferenc gondozása alatt végezte el további tanulmányait.
Kétéves weimari tanulmányai után sikeres zongoraművész lett, aki máig emlegetett koncertturnéiba kezdett. Barátja lett a legnagyobb norvég zeneszerzőként számon tartott Griegnek, akinek az a-moll zongoraversenyét többször is előadta, és aki a következőket mondta róla: „a legjobb zenei előadó, akivel találkoztam”.
Bár a belga Greef már tizenévesen sikeres zongoraművész lett, komponálni csak 30 éves korában kezdett. Legfőbb műveiként két zongoraversenyét tartják számon.